# Athlétisme aux Jeux paralympiques d'été de 2008
Navigation
Athènes 2004 Londres 2012
Les épreuves d'athlétisme des Jeux paralympiques d'été de 2008 ont eu lieu du 8 septembre 2008 au 17 septembre 2008. 1 035 athlètes (710 hommes et 325 femmes) ont pris part aux 160 épreuves.

## Tableau des médailles
| Rang  | Nation                    | Or  | Argent | Bronze | Total |
| ----- | ------------------------- | --- | ------ | ------ | ----- |
| 1     | Chine                     | 31  | 28     | 18     | 77    |
| 2     | Australie                 | 10  | 9      | 7      | 26    |
| 3     | Afrique du Sud            | 10  | 2      | 4      | 16    |
| 4     | Canada                    | 10  | 1      | 8      | 19    |
| 5     | États-Unis                | 9   | 14     | 5      | 28    |
| 6     | Tunisie                   | 9   | 9      | 3      | 21    |
| 7     | Ukraine                   | 9   | 7      | 8      | 24    |
| 8     | Allemagne                 | 5   | 9      | 7      | 21    |
| 9     | Kenya                     | 5   | 3      | 1      | 9     |
| 10    | Brésil                    | 4   | 4      | 7      | 15    |
| 11    | Cuba                      | 4   | 3      | 4      | 11    |
| 12    | Maroc                     | 4   | 1      | 3      | 7     |
| 13    | Russie                    | 3   | 7      | 6      | 16    |
| 14    | France                    | 3   | 5      | 6      | 14    |
| 15    | Mexique                   | 3   | 1      | 3      | 7     |
| 16    | Croatie                   | 3   | 1      | 0      | 4     |
| 17    | Irlande                   | 3   | 0      | 0      | 3     |
| 18    | Grande-Bretagne           | 2   | 7      | 8      | 17    |
| 19    | Japon                     | 2   | 7      | 3      | 12    |
| 20    | Algérie                   | 2   | 3      | 7      | 12    |
| 21    | Iran                      | 2   | 3      | 1      | 6     |
| 22    | Finlande                  | 2   | 1      | 1      | 4     |
| 23    | Autriche                  | 2   | 1      | 0      | 3     |
| 24    | Nigeria                   | 2   | 1      | 0      | 3     |
| 25    | Thaïlande                 | 2   | 5      | 4      | 11    |
| 26    | Pologne                   | 2   | 4      | 6      | 12    |
| 27    | Grèce                     | 1   | 2      | 7      | 10    |
| 28    | Suisse                    | 1   | 2      | 5      | 8     |
| 29    | Biélorussie               | 1   | 2      | 0      | 3     |
| 29    | Lettonie                  | 1   | 2      | 0      | 3     |
| 29    | Pays-Bas                  | 1   | 2      | 0      | 3     |
| 32    | Espagne                   | 1   | 1      | 5      | 4     |
| 33    | Azerbaïdjan               | 1   | 1      | 4      | 6     |
| 34    | Danemark                  | 1   | 1      | 0      | 2     |
| 34    | Arabie saoudite           | 1   | 1      | 0      | 2     |
| 35    | Tchéquie                  | 1   | 0      | 8      | 9     |
| 36    | Corée du Sud              | 1   | 0      | 3      | 4     |
| 37    | Hong Kong                 | 1   | 0      | 1      | 2     |
| 38    | Angola                    | 0   | 3      | 0      | 3     |
| 39    | Chypre                    | 0   | 2      | 0      | 2     |
| 40    | Argentine                 | 0   | 1      | 1      | 1     |
| 40    | Bulgarie                  | 0   | 1      | 1      | 1     |
| 40    | Égypte                    | 0   | 1      | 1      | 1     |
| 40    | Venezuela                 | 0   | 1      | 1      | 1     |
| 45    | Colombie                  | 0   | 1      | 0      | 1     |
| 45    | Jordanie                  | 0   | 1      | 0      | 1     |
| 45    | Lituanie                  | 0   | 1      | 0      | 1     |
| 45    | Nouvelle-Zélande          | 0   | 1      | 0      | 1     |
| 45    | Pakistan                  | 0   | 1      | 0      | 1     |
| 45    | Papouasie-Nouvelle-Guinée | 0   | 1      | 0      | 1     |
| 45    | Portugal                  | 0   | 1      | 0      | 1     |
| 45    | Slovénie                  | 0   | 1      | 0      | 1     |
| 45    | Serbie                    | 0   | 1      | 0      | 1     |
| 54    | Italie                    | 0   | 0      | 1      | 1     |
| 54    | Jamaïque                  | 0   | 0      | 1      | 1     |
| 54    | Namibie                   | 0   | 0      | 1      | 1     |
| Total | Total                     | 160 | 160    | 160    | 480   |

### Homme
| Épreuves          | Classe                      | Or                                                                         | Argent                                                                         | Bronze                                                                       |
| 100 m             | 100 m T11                   | Lucas Prado (BRA)                                                          | Jose Armando (ANG)                                                             | Trésor Gauthier Makunda (FRA)                                                |
| 100 m             | 100 m T12                   | Josiah Jamison (USA)                                                       | Adekunle Adesoji (NGA)                                                         | Yang Yuqing (CHN)                                                            |
| 100 m             | 100 m T13                   | Jason Smyth (IRL)                                                          | Alexy Labzin (RUS)                                                             | Luis Felipe Gutierrez (CUB)                                                  |
| 100 m             | 100 m T35                   | Yang Sen (CHN)                                                             | Fu Xinhan (CHN)                                                                | Teboho Mokgalagadi (RSA)                                                     |
| 100 m             | 100 m T36                   | Roman Pavlyk (UKR)                                                         | Ben Rushgrove (GBR)                                                            | So Wa Wai (HKG)                                                              |
| 100 m             | 100 m T37                   | Fanie van der Merwe (RSA)                                                  | Ma Yuxi (CHN)                                                                  | Sofiane Hamdi (ALG)                                                          |
| 100 m             | 100 m T38                   | Evan O'Hanlon (AUS)                                                        | Zhou Wenjun (CHN)                                                              | Mykyta Senyk (UKR)                                                           |
| 100 m             | 100 m T42                   | Earle Connor (CAN)                                                         | Heinrich Popow (GER)                                                           | John McFall (GBR)                                                            |
| 100 m             | 100 m T44                   | Oscar Pistorius (RSA)                                                      | Jerome Singleton (USA)                                                         | Brian Frasure (USA)                                                          |
| 100 m             | 100 m T46                   | Heath Francis (AUS)                                                        | Francis Kompaon (PNG)                                                          | Yohansson Nascimento (BRA)                                                   |
| 100 m             | 100 m T52                   | Dean Bergeron (CAN)                                                        | Beat Bösch (SUI)                                                               | Andre Beaudoin (CAN)                                                         |
| 100 m             | 100 m T53                   | Josh George (USA)                                                          | Mickey Bushell (GBR)                                                           | Yu Shiran (CHN)                                                              |
| 100 m             | 100 m T54                   | Leo-Pekka Tahti (FIN)                                                      | Saichon Konjen (THA)                                                           | Supachai Koysub (THA)                                                        |
| 200 m             | 200 m T11                   | Lucas Prado (BRA)                                                          | Jose Armando (ANG)                                                             | Arian Iznaga (CUB)                                                           |
| 200 m             | 200 m T12                   | Hilton Langenhoven (RSA)                                                   | Li Yansong (CHN)                                                               | Yang Yuqing (CHN)                                                            |
| 200 m             | 200 m T13                   | Jason Smyth (IRL)                                                          | Alexy Labzin (RUS)                                                             | Vugar Mehdiyev (AZE)                                                         |
| 200 m             | 200 m T36                   | So Wa Wai (HKG)                                                            | Roman Pavlyk (UKR)                                                             | Che Mian (CHN)                                                               |
| 200 m             | 200 m T37                   | Fanie van der Merwe (RSA)                                                  | Sofiane Hamdi (ALG)                                                            | Ma Yuxi (CHN)                                                                |
| 200 m             | 200 m T38                   | Evan O'Hanlon (AUS)                                                        | Zhou Wenjun (CHN)                                                              | Mykyta Senyk (UKR)                                                           |
| 200 m             | 200 m T44                   | Oscar Pistorius (RSA)                                                      | Jim Bob Bizzell (USA)                                                          | Ian Jones (GBR)                                                              |
| 200 m             | 200 m T46                   | Heath Francis (AUS)                                                        | Antonis Aresti (CYP)                                                           | Ettiam Calderon (CUB)                                                        |
| 200 m             | 200 m T52                   | Dean Bergeron (CAN)                                                        | Beat Bösch (SUI)                                                               | Peth Rungsri (THA)                                                           |
| 200 m             | 200 m T53                   | Yu Shiran (CHN)                                                            | Richard Colman (AUS)                                                           | Hong Suk-Man (KOR)                                                           |
| 200 m             | 200 m T54                   | Zhang Lixin (CHN)                                                          | Saichon Konjen (THA)                                                           | Leo-Pekka Tahti (FIN)                                                        |
| 400 m             | 400 m T11                   | Lucas Prado (BRA)                                                          | Jose Armando (ANG)                                                             | Oleksandr Ivaniukhin (UKR)                                                   |
| 400 m             | 400 m T12                   | Li Yansong (CHN)                                                           | Matthias Schroder (GER)                                                        | Luis Goncalves (POR)                                                         |
| 400 m             | 400 m T13                   | Luis Manuel Galano (CUB)                                                   | Freddy Durruthy (CUB)                                                          | Ioannis Protos (GRE)                                                         |
| 400 m             | 400 m T36                   | Roman Pavlyk (UKR)                                                         | Artem Arefyev (RUS)                                                            | Che Mian (CHN)                                                               |
| 400 m             | 400 m T38                   | Farhat Chida (TUN)                                                         | Abbès Saïdi (TUN)                                                              | Andriy Onufriyenko (UKR)                                                     |
| 400 m             | 400 m T44                   | Oscar Pistorius (RSA)                                                      | Jim Bob Bizzell (USA)                                                          | Ian Jones (GBR)                                                              |
| 400 m             | 400 m T46                   | Heath Francis (AUS)                                                        | Antonis Aresti (CYP)                                                           | Samuel Colmenares (VEN)                                                      |
| 400 m             | 400 m T52                   | Tomoya Ito (JPN)                                                           | Toshihiro Takada (JPN)                                                         | Dean Bergeron (CAN)                                                          |
| 400 m             | 400 m T53                   | Hong Suk-Man (KOR)                                                         | Li Huzhao (CHN)                                                                | Richard Colman (AUS)                                                         |
| 400 m             | 400 m T54                   | Zhang Lixin (CHN)                                                          | David Weir (GBR)                                                               | Saichon Konjen (THA)                                                         |
| 800 m             | 800 m T12                   | Abderrahim Zhiou (TUN)                                                     | Lazaro Raschid Aguilar (CUB)                                                   | Odair Santos (BRA)                                                           |
| 800 m             | 800 m T13                   | Abdelillah Mame (MAR)                                                      | Peter Gottwald Jr. (USA)                                                       | Zine Eddine Sekhri (ALG)                                                     |
| 800 m             | 800 m T36                   | Artem Arefyev (RUS)                                                        | He Chengen (CHN)                                                               | Pavel Kharagezov (RUS)                                                       |
| 800 m             | 800 m T37                   | Michael McKillop (IRL)                                                     | Brad Scott (AUS)                                                               | Djamel Mastouri (FRA)                                                        |
| 800 m             | 800 m T46                   | Marcin Awizen (POL)                                                        | Samir Nouioua (ALG)                                                            | Abderrahman Ait Khamouch (ESP)                                               |
| 800 m             | 800 m T52                   | Tomoya Ito (JPN)                                                           | Toshihiro Takada (JPN)                                                         | Thomas Geierspichler (AUT)                                                   |
| 800 m             | 800 m T53                   | Li Huzhao (CHN)                                                            | Josh George (USA)                                                              | Hong Suk-Man (KOR)                                                           |
| 800 m             | 800 m T54*                  | David Weir (GBR)                                                           | Kurt Fearnley (AUS)                                                            | Prawat Wahoram (THA)                                                         |
| 1 500 m           | 1 500 m T11                 | Zhang Zhen (CHN)                                                           | Samwel Mushai Kimani (KEN)                                                     | Jason Dunkerley (CAN)                                                        |
| 1 500 m           | 1 500 m T13                 | Henry Kiprono Kirwa (KEN)                                                  | Lazaro Raschid Aguilar (CUB)                                                   | Ignacio Avila (ESP)                                                          |
| 1 500 m           | 1 500 m T46                 | Abraham Cheruiyot Tarbei (KEN)                                             | Abderrahman Ait Khamouch (ESP)                                                 | Samir Nouioua (ALG)                                                          |
| 1 500 m           | 1 500 m T54                 | David Weir (GBR)                                                           | Prawat Wahoram (THA)                                                           | Kurt Fearnley (AUS)                                                          |
| 5 000 m           | 5 000 m T11                 | Zhang Zhen (CHN)                                                           | Francis Thuo Karanja (KEN)                                                     | Henry Wanyoike (KEN)                                                         |
| 5 000 m           | 5 000 m T13                 | Henry Kiprono Kirwa (KEN)                                                  | Youssef Benibrahim (MAR)                                                       | Odair Santos (BRA)                                                           |
| 5 000 m           | 5 000 m T46                 | Abraham Cheruiyot Tarbei (KEN)                                             | Mohamed Fouzai (TUN)                                                           | Mario Santillan (MEX)                                                        |
| 5 000 m           | 5 000 m T54                 | Prawat Wahoram (THA)                                                       | Kurt Fearnley (AUS)                                                            | David Weir (GBR)                                                             |
| 10 000 m          | 10 000 m T12                | Henry Kiprono Kirwa (KEN)                                                  | Abderrahim Zhiou (TUN)                                                         | Odair Santos (BRA)                                                           |
| Marathon          | Marathon T12                | Qi Shun (CHN)                                                              | Elkin Serna (COL)                                                              | Ildar Pomykalov (RUS)                                                        |
| Marathon          | Marathon T46                | Mario Santillan (MEX)                                                      | Tito Sena (BRA)                                                                | Walter Endrizzi (ITA)                                                        |
| Marathon          | Marathon T52                | Thomas Geierspichler (AUT)                                                 | Hirokazu Ueyonabaru (JPN)                                                      | Toshihiro Takada (JPN)                                                       |
| Marathon          | Marathon T54                | Kurt Fearnley (AUS)                                                        | Hiroki Sasahara (JPN)                                                          | Ernst van Dyk (RSA)                                                          |
| 4×100 m relais    | 4×100 m T11–T13             | Chine Liu Xiangkun Li Qiang Yang Yuqing Li Yansong                         | Venezuela Yoldani Silva Ricardo Santana Oduver Daza Fernando Ferrer            | France Trésor Gauthier Makunda Pasquale Gallo Stephane Bozzolo Ronan Pallier |
| 4×100 m relais    | 4×100 m T35–T38             | Australie Evan O'Hanlon Darren Thrupp Christopher Mullins Timothy Sullivan | Chine Che Mian Zhou Wenjun Yang Chen Ma Yuxi                                   | Tunisie Farès Hamdi Abbès Saïdi Mohamed Charmi Farhat Chida                  |
| 4×100 m relais    | 4×100 m T42–T46             | États-Unis Jim Bob Bizzell Brian Frasure Casey Tibbs Jerome Singleton      | Brésil Andre Luiz Oliveira Yohansson Nascimento Claudemir Santos Alan Oliveira | Australie Heath Francis Stephen Wilson Aaron Chatman Paul Raison             |
| 4×100 m relais    | 4×100 m T53–T54             | Chine Zong Kai Zhao Ji Zhang Lixin Li Huzhao                               | Thaïlande Supachai Koysub Saichon Konjen Prawat Wahoram Pichet Krungget        | Corée du Sud Hong Suk-Man Jung Dong-Ho Kim Gyu-Dae Yoo Byung-Hoon            |
| 4×400 m relais    | 4×400 m T53–T54             | Chine Cui Yanfeng Zhao Ji Li Huzhao Zhang Lixin                            | Thaïlande Supachai Koysub Prawat Wahoram Pichet Krungget Saichon Konjen        | France Julien Casoli Pierre Fairbank Alain Fuss Denis Lemeunier              |
| Saut en hauteur   | Saut en hauteur F44/46      | Jeff Skiba (USA)                                                           | Aaron Chatman (AUS)                                                            | Chen Hongjie (CHN)                                                           |
| Saut en longueur  | Saut en longueur F11        | Li Duan (CHN)                                                              | Lex Gillette (USA)                                                             | Athanasios Barakas (GRE)                                                     |
| Saut en longueur  | Saut en longueur F12        | Hilton Langdenhoven (RSA)                                                  | Osamah Alshanqiti (KSA)                                                        | Oleg Panyutin (AZE)                                                          |
| Saut en longueur  | Saut en longueur F37–38     | Farhat Chida (TUN)                                                         | Haider Ali (PAK)                                                               | Ma Yuxi (CHN)                                                                |
| Saut en longueur  | Saut en longueur F42/44     | Wojtek Czyz (POL)                                                          | Atsushi Yamamoto (JPN)                                                         | Casey Tibbs (USA)                                                            |
| Saut en longueur  | Saut en longueur F46        | Arnaud Assoumani (FRA)                                                     | David Roos (RSA)                                                               | Li Kangyong (CHN)                                                            |
| Triple saut       | Triple saut F11             | Li Duan (CHN)                                                              | Zeynidin Bilalov (AZE)                                                         | Javier Porras (ESP)                                                          |
| Triple saut       | Triple saut F12             | Osamah Alshanqiti (KSA)                                                    | Ivan Kytsenko (UKR)                                                            | Vladimir Zayets (AZE)                                                        |
| Lancer du marteau | Lancer du marteau F32/51    | Mourad Idoudi (TUN)                                                        | Stephen Miller (GBR)                                                           | Jan Vanek (CZE)                                                              |
| Lancer du disque  | Lancer du disque F11–12}    | Vasyl Lishchynskyi (UKR)                                                   | Sebastian Baldassarri (ARG)                                                    | Oleksandr Iasynovyi (UKR)                                                    |
| Lancer du disque  | Lancer du disque F32/51     | Mourad Idoudi (TUN)                                                        | Joze Flere (SVN)                                                               | Martin Zvolanek (CZE)                                                        |
| Lancer du disque  | Lancer du disque F33–34/52  | Aigars Apinis (LAT)                                                        | Chris Martin (GBR)                                                             | Roman Musil (CZE)                                                            |
| Lancer du disque  | Lancer du disque F35–36     | Guo Wei (CHN)                                                              | Wang Wenbo (CHN)                                                               | Reginald Benade (NAM)                                                        |
| Lancer du disque  | Lancer du disque F37–38     | Javad Hardani (IRN)                                                        | Mykola Zhabnyak (UKR)                                                          | Xia Dong (CHN)                                                               |
| Lancer du disque  | Lancer du disque F42        | Fanie Lombard (RSA)                                                        | Mehrdad Karamzadeh (IRN)                                                       | Wang Lezheng (CHN)                                                           |
| Lancer du disque  | Lancer du disque F44        | Jeremy Campbell (USA)                                                      | Jackie Christiansen (DEN)                                                      | Daniel Greaves (GBR)                                                         |
| Lancer du disque  | Lancer du disque F53–54     | Fang Liang (CHN)                                                           | Drazenko Mitrovic (SRB)                                                        | Toshi Ol (JPN)                                                               |
| Lancer du disque  | Lancer du disque F55–56     | Leonardo Diaz (CUB)                                                        | Ali Mohammadyari (IRN)                                                         | Tanto Campbell (JAM)                                                         |
| Lancer du disque  | Lancer du disque F57–58     | Alexy Ashapatov (RUS)                                                      | Zheng Weihai (CHN)                                                             | Rostislav Pohlmann (CRO)                                                     |
| Lancer du javelot | Lancer du javelot F11–12    | Zhu Pengkai (CHN)                                                          | Branimir Budetic (CRO)                                                         | Miroslaw Pych (POL)                                                          |
| Lancer du javelot | Lancer du javelot F33–34/52 | Faouzi Rzig (TUN)                                                          | Mohamed Krid (TUN)                                                             | Jean-Pierre Talatini (FRA)                                                   |
| Lancer du javelot | Lancer du javelot F35–36    | Guo Wei (CHN)                                                              | Pawel Piotrowski (POL)                                                         | Nicholas Newman (RSA)                                                        |
| Lancer du javelot | Lancer du javelot F37–38    | Xia Dong (CHN)                                                             | Zhang Xuelong (CHN)                                                            | Javad Hardani (IRN)                                                          |
| Lancer du javelot | Lancer du javelot F42/44    | Gao Mingjie (CHN)                                                          | Evengy Gudkov (RUS)                                                            | Gao Changlong (CHN)                                                          |
| Lancer du javelot | Lancer du javelot F53–54    | Markku Niinimäki (FIN)                                                     | Abdolreza Jokar (IRN)                                                          | Felix Zepeda (MEX)                                                           |
| Lancer du javelot | Lancer du javelot F55–56    | Pieter Gruijters (NED)                                                     | Zhang Yingbin (CHN)                                                            | Yaser Abdelaziz El Sayed (EGY)                                               |
| Lancer du javelot | Lancer du javelot F57–58    | Mohammad Reza Mirzaei (IRN)                                                | MR Ellatar (EGY)                                                               | Rostislav Pohlmann (CZE)                                                     |
| Lancer du poids   | Lancer du poids F11–12      | David Casinos (ESP)                                                        | V Andryushchenko (RUS)                                                         | Vasyl Lishchynskyi (UKR)                                                     |
| Lancer du poids   | Lancer du poids F32         | Karim Betina (ALG)                                                         | Mourad Idoudi (TUN)                                                            | Mounir Bakiri (ALG)                                                          |
| Lancer du poids   | Lancer du poids F33–34/52   | Kamel Kardjena (ALG)                                                       | Aigars Apinis (LAT)                                                            | Kyle Pettey (CAN)                                                            |
| Lancer du poids   | Lancer du poids F35–36      | Guo Wei (CHN)                                                              | Edgars Bergs (LAT)                                                             | Pawel Piotrowski (POL)                                                       |
| Lancer du poids   | Lancer du poids F37–38      | Xia Dong (CHN)                                                             | Tomasz Blatkiewicz (POL)                                                       | Thomas Loosch (GER)                                                          |
| Lancer du poids   | Lancer du poids F40         | Paschalis Stathelakos (GRE)                                                | Mathias Mester (GER)                                                           | Hocine Gherzouli (ALG)                                                       |
| Lancer du poids   | Lancer du poids F42         | Darko Kralj (CRO)                                                          | Maxim Narozhnyy (RUS)                                                          | Fanie Lombard (RSA)                                                          |
| Lancer du poids   | Lancer du poids F44         | Jackie Christiansen (DEN)                                                  | Paul Raison (AUS)                                                              | Gerdan Fonseca (CUB)                                                         |
| Lancer du poids   | Lancer du poids F53–54      | Mauro Maximo (MEX)                                                         | Markku Niinimaki (FIN)                                                         | Che Jon Fernandes (GRE)                                                      |
| Lancer du poids   | Lancer du poids F55–56      | Olokhan Musayev (AZE)                                                      | K Smorszczewski (POL)                                                          | Martin Nemec (CZE)                                                           |
| Lancer du poids   | Lancer du poids F57–58      | Alexey Ashapatov (RUS)                                                     | Jamil Elshebli (JOR)                                                           | Anastasios Tsiou (GRE)                                                       |
| Pentathlon        | Pentathlon P12              | Hilton Langenhoven (RSA)                                                   | Thomas Ulbricht (GER)                                                          | Mahmoud Khaldi (TUN)                                                         |
| Pentathlon        | Pentathlon P44              | Jeremy Campbell (USA)                                                      | Jeff Skiba (USA)                                                               | Urs Kolly (SUI)                                                              |

### Femme
| Épreuves          | Classe                         | Or                                                    | Argent                                                                 | Bronze                                                                       |
| 100 m             | 100 m T11                      | Wu Chunmiao (CHN)                                     | Terezinha Guilhermina (BRA)                                            | Adria Santos (BRA)                                                           |
| 100 m             | 100 m T12                      | Oksana Boturchuk (UKR)                                | Libby Clegg (GBR)                                                      | Eva Ngui (ESP)                                                               |
| 100 m             | 100 m T13                      | Sanaa Benhama (MAR)                                   | Ilse Hayes (RSA)                                                       | Alexandra Dimoglou (GRE)                                                     |
| 100 m             | 100 m T36                      | Wang Fang (CHN)                                       | Claudia Nicoleitzik (GER)                                              | Hazel Simpson (GBR)                                                          |
| 100 m             | 100 m T37                      | Lisa McIntosh (USA)                                   | Viktoriya Kravchenko (UKR)                                             | Maria Seifert (GER)                                                          |
| 100 m             | 100 m T38                      | Inna Dyachenko (UKR)                                  | Sonia Mansour (TUN)                                                    | Margarita Koptilova (RUS)                                                    |
| 100 m             | 100 m T42                      | Perla Bustamante (MEX)                                | Annette Roozen (NED)                                                   | Christine Wolf (AUS)                                                         |
| 100 m             | 100 m T44                      | April Holmes (USA)                                    | Marie-Amélie Le Fur (FRA)                                              | Wang Juan (CHN)                                                              |
| 100 m             | 100 m T46                      | Yunidis Castillo (CUB)                                | Elena Chistilina (RUS)                                                 | Alicja Fiodorow (POL)                                                        |
| 100 m             | 100 m T52                      | Michelle Stilwell (CAN)                               | Tomomi Yamaki (JPN)                                                    | Teruyo Tanaka (JPN)                                                          |
| 100 m             | 100 m T53                      | Huang Lisha (CHN)                                     | Jessica Galli (USA)                                                    | Ilana Duff (CAN)                                                             |
| 100 m             | 100 m T54                      | Chantal Petitclerc (CAN)                              | Liu Wenjun (CHN)                                                       | Dong Hongjiao (CHN)                                                          |
| 200 m             | 200 m T11                      | Terezinha Guilhermina (BRA)                           | Wu Chunmiao (CHN)                                                      | Jerusa Geber dos Santos (BRA)                                                |
| 200 m             | 200 m T12                      | Assia El'Hannouni (FRA)                               | Oksana Boturchuk (UKR)                                                 | Eva Ngui (ESP)                                                               |
| 200 m             | 200 m T13                      | Sanaa Benhama (MAR)                                   | Nantenin Keïta (FRA)                                                   | Alexandra Dimoglou (GRE)                                                     |
| 200 m             | 200 m T36                      | Wang Fang (CHN)                                       | Claudia Nicoleitzik (GER)                                              | Hazel Simpson (GBR)                                                          |
| 200 m             | 200 m T37                      | Lisa McIntosh (USA)                                   | Viktoriya Kravchenko (UKR)                                             | Maria Seifert (GER)                                                          |
| 200 m             | 200 m T38                      | Inna Dyachenko (UKR)                                  | Sonia Mansour (TUN)                                                    | Margarita Koptilova (RUS)                                                    |
| 200 m             | 200 m T44                      | Katrin Green (GER)                                    | Kate Horan (NZL)                                                       | Stefanie Reid (CAN)                                                          |
| 200 m             | 200 m T46                      | Yunidis Castillo (CUB)                                | Alicja Fiodorow (POL)                                                  | Julie Smith (AUS)                                                            |
| 200 m             | 200 m T52                      | Michelle Stilwell (CAN)                               | Tomomi Yamaki (JPN)                                                    | Pia Schmid (SUI)                                                             |
| 200 m             | 200 m T53                      | Huang Lisha (CHN)                                     | Jessica Galli (USA)                                                    | Zhou Hongzhuan (CHN)                                                         |
| 200 m             | 200 m T54                      | Chantal Petitclerc (CAN)                              | Tatyana McFadden (USA)                                                 | Manuela Schar (SUI)                                                          |
| 400 m             | 400 m T12                      | Assia El'Hannouni (FRA)                               | Oksana Boturchuk (UKR)                                                 | Terezinha Guilhermina (BRA)                                                  |
| 400 m             | 400 m T13                      | Sanaa Benhama (MAR)                                   | Alexandra Dimoglou (GRE)                                               | Nantenin Keïta (FRA)                                                         |
| 400 m             | 400 m T53                      | Jessica Galli (USA)                                   | Zhou Hongzhuan (CHN)                                                   | Anjali Forber-Pratt (USA)                                                    |
| 400 m             | 400 m T54                      | Chantal Petitclerc (CAN)                              | Tatyana McFadden (USA)                                                 | Diane Roy (CAN)                                                              |
| 800 m             | 800 m T12–13                   | Somaya Bousaïd (TUN)                                  | Assia El'Hannouni (FRA)                                                | Elena Pautova (RUS)                                                          |
| 800 m             | 800 m T53                      | Zhou Hongzhuan (CHN)                                  | Jessica Galli (USA)                                                    | Amanda McGrory (USA)                                                         |
| 800 m             | 800 m T54                      | Chantal Petitclerc (CAN)                              | Tatyana McFadden (USA)                                                 | Diane Roy (CAN)                                                              |
| 1 500 m           | 1 500 m T13                    | Somaya Bousaïd (TUN)                                  | Assia El'Hannouni (FRA)                                                | Elena Pautova (RUS)                                                          |
| 1 500 m           | 1 500 m T54                    | Chantal Petitclerc (CAN)                              | Shelly Woods (GBR)                                                     | Edith Hunkeler (SUI)                                                         |
| 5 000 m           | 5 000 m T54                    | Amanda McGrory (USA)                                  | Diane Roy (CAN)                                                        | Shelly Woods (GBR)                                                           |
| Marathon          | Marathon T54                   | Edith Hunkeler (SUI)                                  | Amanda McGrory (USA)                                                   | Sandra Graf (SUI)                                                            |
| 4×100 m           | 4×100 m T53–T54                | Chine Dong Hongjiao Liu Wenjun Huang Lisha Zhang Ting | Australie Madison de Rozario Christie Dawes Angie Ballard Jemima Moore | États-Unis Tatyana McFadden Anjali Forber-Pratt Amanda McGrory Jessica Galli |
| Saut en longueur  | Saut en longueur F12           | Oksana Zubkovska (UKR)                                | Volha Vinkevich (BLR)                                                  | Liu Miaomiao (CHN)                                                           |
| Saut en longueur  | Saut en longueur F13           | Ilse Hayes (RSA)                                      | Anthi Karagianni (GRE)                                                 | Svitlana Gorbenko (UKR)                                                      |
| Saut en longueur  | Saut en longueur F42           | Christine Wolf (AUS)                                  | Annette Roozen (NED)                                                   | Ewa Zielinska (POL)                                                          |
| Saut en longueur  | Saut en longueur F44           | Andrea Scherney (AUT)                                 | Marie-Amélie Le Fur (FRA)                                              | Astrid Hofte (GER)                                                           |
| Lancer du disque  | Lancer du disque F12–13        | Tamara Sivakova (BLR)                                 | Zhang Liangmin (CHN)                                                   | Elizabeth Almada (ARG)                                                       |
| Lancer du disque  | Lancer du disque F32–34/51–53  | Tetyana Yakybchuk (UKR)                               | Frances Herrmann (GER)                                                 | Yousra Ben Jemaâ (TUN)                                                       |
| Lancer du disque  | Lancer du disque F35–36        | Wu Qing (CHN)                                         | Kath Proudfoot (AUS)                                                   | Alla Malchyk (UKR)                                                           |
| Lancer du disque  | Lancer du disque F37–38        | Mi Na (CHN)                                           | Amanda Fraser (AUS)                                                    | Li Chunhua (CHN)                                                             |
| Lancer du disque  | Lancer du disque F40           | Menggen Jimisu (CHN)                                  | Raoua Tlili (TUN)                                                      | Najat El Garaa (MAR)                                                         |
| Lancer du disque  | Lancer du disque F42–46        | Wang Jun (CHN)                                        | Yang Yue (CHN)                                                         | Zheng Baozhu (CHN)                                                           |
| Lancer du disque  | Lancer du disque F54–56        | Marianne Buggenhagen (GER)                            | Wang Ting (CHN)                                                        | Jana Fesslova (CZE)                                                          |
| Lancer du disque  | Lancer du disque F57–58        | Eucharia Njideka Iyiazi (NGA)                         | Stela Eneva (BUL)                                                      | Nadia Medjemedj (ALG)                                                        |
| Lancer du javelot | Lancer du javelot F33–34/52–53 | Antonia Balek (CRO)                                   | Louadjeda Benoumessad (ALG)                                            | Birgit Pohl (GER)                                                            |
| Lancer du javelot | Lancer du javelot F35–38       | Wu Qing (CHN)                                         | Shirlene Coelho (BRA)                                                  | Renata Chilewska (POL)                                                       |
| Lancer du javelot | Lancer du javelot F42–46       | Yao Juan (CHN)                                        | Andrea Hegen (GER)                                                     | Madeleine Hogan (AUS)                                                        |
| Lancer du javelot | Lancer du javelot F54–56       | Martina Monika Willing (GER)                          | Hania Aidi (TUN)                                                       | Daniela Todorova (BUL)                                                       |
| Lancer du javelot | Lancer du javelot F57–58       | Qing Suqing (CHN)                                     | Mary Nakhumicha Zakayo (KEN)                                           | Jeny Velazco (MEX)                                                           |
| Lancer du poids   | Lancer du poids F12–13         | Tang Hongxia (CHN)                                    | Tamara Sivakova (BLR)                                                  | Jodi Willis-Roberts (AUS)                                                    |
| Lancer du poids   | Lancer du poids F32–34/52–53   | Antonia Balek (CRO)                                   | Birgit Pohl (GER)                                                      | Maria Stamatoula (GRE)                                                       |
| Lancer du poids   | Lancer du poids F35–36         | Alla Malchyk (UKR)                                    | Wu Qing (CHN)                                                          | Renata Chilewska (POL)                                                       |
| Lancer du poids   | Lancer du poids F37–38         | Mi Na (CHN)                                           | Aldona Grigaliuniene (LTU)                                             | Eva Berna (CZE)                                                              |
| Lancer du poids   | Lancer du poids F40            | Raoua Tlili (TUN)                                     | Menggen Jimisu (CHN)                                                   | Laila El Gaara (MAR)                                                         |
| Lancer du poids   | Lancer du poids F42–46         | Zheng Baozhu (CHN)                                    | Zhong Yongyuan (CHN)                                                   | Michaela Floeth (GER)                                                        |
| Lancer du poids   | Lancer du poids F54–56         | Eva Kacanu (CZE)                                      | Martina Willing (GER)                                                  | Marianne Buggenhagen (GER)                                                   |
| Lancer du poids   | Lancer du poids F57–58         | Eucharia Njideka Iyiazi (NGA)                         | María de los Ángeles Ortiz (MEX)                                       | Nadia Medjemedj (ALG)                                                        |